# Katapult (Band)
Katapult ist eine tschechische Rockband, die in der sozialistischen Zeit der Tschechoslowakei verboten war.

## Geschichte
Der ursprüngliche Name bis in das Jahr 1974 war MAHAGON(i), ehe der sozialistische Staatsapparat die Gruppe verbot. Man zog „offiziell“ von Pilsen nach Prag und war unter dem Namen Katapult erfolgreich. Der Grund, warum man doch auftreten durfte, liegt laut eigenen Aussagen darin, dass die Behörden nicht in der Lage waren, von Bezirk zu Bezirk Informationen auszutauschen, deswegen wusste niemand vom Bestreben der Pilsener Genossen, die Band zu verbieten.
Erst ein Jahr später erkannten die Behörden in Pilsen, dass sich unter Katapult die ehemalige verbotene Band verbarg, und erließen ein sofortiges Verbot, allerdings war die Band im gut strukturierten Rock-Untergrund Prags abgetaucht und hatte bereits 50.000 Platten verkauft.
Man hatte sich bereits einen Namen in der Szene gemacht, hin und wieder gab es dennoch Auftrittsverbote, doch auch Konzerte im Gebiet der heutigen Slowakei fanden große Nachfrage. Die Single Vlaky v hlavě/Nalaď si život blieb, bis auf eine 14-tägige Ausnahme, zwei Jahre in den Top 20 der Hitparade, was bis heute nur selten erreicht wurde. Anfang der 1980er trat man sogar in der DDR (mit der Band Stern-Combo Meißen) und Polen auf.
Mit der politischen Lockerung endete auch das Auftrittsverbot in der eigentlichen Heimat, zudem nahm Katapult ein englischsprachiges Best-of-Album auf (mit Robbie Hurley von Winter’s Reign). Nach dem Fall des eisernen Vorhangs blieb es erstmals ruhig um die Band, die immer wieder personelle Veränderungen am Schlagzeug hatte.
Im Jahr 1998 spielt Katapult in Prag ein Konzert mit den Bands Deep Purple und Status Quo. Mitte 2000 trat die Band unter anderen auf Wohltätigkeitsveranstaltungen auf; sie hatte bis zu 75 Auftritte pro Jahr.
Die Jahre 2008 und 2009 waren negative Jahre für die Band. Offiziell ging die Band auf Abschiedstournee. Innerhalb kurzer Zeit verstarben Bassist Jiří „Dědek“ Šindelář und Karel „Káša“ Jahn (Schlagzeug). Es blieb der Frontmann Oldřich Říha, der jedoch mit anderen Musikern weiter Musik macht.

## Diskografie
Alben
- 1978: Katapult (Supraphon)
- 1980: Katapult 2006 (Supraphon)
- 1986: Rock de Luxe (Supraphon)
- 1988: Pozor, Rock! Live 1988 (Supraphon)
- 1989: ...A Co Rock'n'Roll!!! (Supraphon)
- 1995: Chodníkový Blues (Monitor-EMI)
- 1999: Konec Srandy (Monitor-EMI)
- 2000: Zlatá Deska - 25 Let Live (Monitor-EMI)
- 2005: Všechno Nebo Nic!? (Monitor)
- 2010: Radosti Života (Supraphon)
- 2012: Made in Rock 'n' Roll (Live Futurum Praha) (Supraphon)
- 2016: Kladivo Na Život (Monitor, Warner Music, Katapult Records)
- 2023: Nostalgia (Monitor, Warner Music, Katapult Records)